# فرانسوا-گیوم منگیوت
فرانسوا-گیوم منگیوت (انگلیسی: François-Guillaume Ménageot; ۹ ژوئیهٔ ۱۷۴۴ – ۴ اکتبر ۱۸۱۶) نقاش اهل فرانسه بود.
وی همچنین برندهٔ جوایزی همچون لژیون دونور (شوالیه) و جایزه بزرگ رم شده‌است.